# فرودگاه بین‌المللی مارتین میگول داگومس
فرودگاه بین‌المللی مارتین میگول داگومس (به انگلیسی: Martín Miguel de Güemes International Airport) (به زبان بومی: Aeropuerto Internacional de Salta "Martín Miguel de Güemes") یک فرودگاه همگانی و نظامی مسافربری با کد یاتا SLA است که یک باند فرود آسفالت دارد و طول باند آن ۳۰۰۰ متر است. این فرودگاه در کشور آرژانتین قرار دارد و در ارتفاع ۱۲۴۳ متری از سطح دریا واقع شده‌است.

## شرکت‌های هواپیمایی و مقصدهای پروازی
| شرکت‌های هواپیمایی                                   | مقصدهای پروازی                                                                                              | Terminal |
| --------------------------------------------------- | --- | -------- |
| ارولینیاس آرژانتیناس                                | محله هوایی یورگ نوبری، مینیسترو پیستارینی, اینگنیرو ارناوتیکو امبرسیو تاراولا، اوشوآیا – مالویناس آرجنتیناس | D        |
| ارولینیاس آرژانتیناس اجرا توسط اوسترال لینئاس آئراس | گاورنر فرنسیسکو گابریلی، آبشار ایگواسو، رسریو – ایسلس ملوینس                                                | D        |
| Amaszonas اجرا توسط Amaszonas Paraguay              | سیلویو پتیروسی، دیگو اراسنا                                                                                 | I        |
| آندس لینئاس آئرئاس                                  | محله هوایی یورگ نوبری                                                                                       | D        |
| Boliviana de Aviación                               | ویرو ویرو                                                                                                   | I        |
| لان آرژانتین                                        | محله هوایی یورگ نوبری                                                                                       | D        |
| لان ایرلاینز                                        | فصلی: دیگو اراسنا، کومودورو ارتورو مرینو بنیتز                                                              | I        |
| لان پرو                                             | خورخه چاوز                                                                                                  | I        |